# Arhbarit
Arhbarit (IMA-Symbol Arh) ist ein extrem selten vorkommendes Mineral aus der Mineralklasse der „Phosphate, Arsenate und Vanadate“. Es kristallisiert im triklinen Kristallsystem mit der chemischen Zusammensetzung Cu2Mg[(OH)3|AsO4] und ist damit chemisch gesehen ein Kupfer-Magnesium-Arsenat mit zusätzlichen Hydroxidionen.
Arhbarit entwickelt nur mikroskopisch kleine, nadelige bis tafelige Kristalle bis etwa 10 Mikrometer (μm) Länge und 2 μm Breite, die meist zu sphärolithischen (kugeligen) oder scheibenförmigen Mineral-Aggregaten von bis zu 0,5 mm Durchmesser angeordnet sind. Die durchscheinenden Kristalle sind von dunkelblauer Farbe und zeigen einen glasähnlichen Glanz auf den Oberflächen. Die Strichfarbe des Minerals ist dagegen eher himmelblau.

## Etymologie und Geschichte
Erstmals entdeckt wurde Arhbarit im Bergwerk „Arhbar“ (auch Arhbar Mine oder Aghbar Mine) in den Cobalt- und Nickel-Lagerstätten um Bou Azzer (Bou-Azzer) nahe der Oase Taznakht in der Provinz Ouarzazate (Region Souss-Massa-Draâ) im Süden Marokkos. Die Analyse und Erstbeschreibung erfolgte durch Karl Schmetzer, Gerd Tremmel(1940–2020) und Olaf Medenbach, die das Mineral nach dessen Typlokalität benannten.
Schmetzer, Tremmel und Medenbach sandten ihre Untersuchungsergebnisse 1981 zur Prüfung an die International Mineralogical Association (interne Eingangnummer der IMA: 1981-044), die den Arhbarit als eigenständige Mineralart anerkannte. Die Publikation der Erstbeschreibung folgte ein Jahr später im Fachmagazin Neues Jahrbuch für Mineralogie (Monatshefte).
Das Typmaterial des Minerals wird in der Mineraliensammlung des Mineralogisch-Petrographischen Institut (MPI) der Universität Heidelberg unter der Katalog-Nummer 10 11 15 (Holotyp) und in der Sammlung des zur Smithsonian Institution gehörenden National Museum of Natural History (NMNH) in Washington, D.C. (USA) aufbewahrt.

## Klassifikation
Da der Arhbarit erst 1981 als eigenständiges Mineral anerkannt wurde, ist er in der seit 1977 veralteten 8. Auflage der Mineralsystematik nach Strunz noch nicht verzeichnet.
Im zuletzt 2018 überarbeiteten und aktualisierten Lapis-Mineralienverzeichnis nach Stefan Weiß, das sich aus Rücksicht auf private Sammler und institutionelle Sammlungen noch nach dieser alten Form der Systematik von Karl Hugo Strunz richtet, erhielt das Mineral die System- und Mineral-Nr. VII/B.13-040. In der „Lapis-Systematik“ entspricht dies der Klasse der „Phosphate, Arsenate und Vanadate“ und dort der Abteilung „Wasserfreie Phosphate, mit fremden Anionen F,Cl,O,OH“, wo Arhbarit zusammen mit Cornetit, Gilmarit und Klinoklas die unbenannte Gruppe VII/B.13 bildet.
Die von der IMA zuletzt 2009 aktualisierte 9. Auflage der Strunz’schen Mineralsystematik ordnet den Arhbarit ebenfalls in die Abteilung der „Phosphate usw. mit zusätzlichen Anionen; ohne H2O“ ein. Diese ist allerdings weiter unterteilt nach der relativen Größe der beteiligten Kationen und dem Stoffmengenverhältnis der zusätzlichen Anionen zum Phosphat-, Arsenat- bzw. Vanadatkomplex (RO4), so dass das Mineral entsprechend seiner Zusammensetzung in der Unterabteilung „Mit ausschließlich mittelgroßen Kationen (OH, etc.) : RO4 > 2 : 1“ zu finden ist, wo es nur noch zusammen mit Gilmarit die „Gilmaritgruppe“ mit der System-Nr. 8.BE.25 bildet.
Auch die vorwiegend im englischen Sprachraum gebräuchliche Systematik der Minerale nach Dana ordnet den Arhbarit in die Klasse der „Phosphate, Arsenate und Vanadate“, dort allerdings noch entsprechend der veralteten chemischen Zusammensetzung in der Abteilung der „Wasserhaltigen Phosphate etc., mit Hydroxyl oder Halogen“ ein. Hier ist er zusammen mit Attikait und Strashimirit in der „Strashimiritgruppe“ mit der System-Nr. 42.06.05 innerhalb der Unterabteilung „Wasserhaltige Phosphate etc., mit Hydroxyl oder Halogen mit (AB)2(XO4)Zq × x(H2O)“ zu finden.

## Chemismus
In ihrer Erstbeschreibung gaben Schmetzer, Tremmel und Medenbach als chemische Zusammensetzung Cu2[OH|AsO4]·6H2O an. Aufgrund der sehr kleinen Kristallgröße konnte allerdings zu dieser Zeit keine genaue Röntgendiffraktometrie an Einkristallen durchgeführt werden. Schmetzer et al. gaben als Analyseergebnis ein unindexiertes Röntgenpulverbeugungsmuster (Debye-Scherrer-Verfahren) an, das keine Ähnlichkeit mit anderen, zu diesem Zeitpunkt bekannten Mineralarten oder synthetischen Verbindungen zeigte.
Erst ein zweiter Fund von Arhbarit 1998 in der Goldmine El Guanaco ermöglichte weitere Untersuchungen am Mineral. Die Identität des zweiten Fundes wurde durch ein Röntgenbeugungsmuster bestätigt und die semiquantitative EDX-Analyse zeigte eine gute Übereinstimmung mit den Daten der Originalbeschreibung. Die 2001 von Werner Krause, Heinz-Jürgen Bernhardt, Herta Effenberger, Uwe Kolitsch und Christian L. Lengauer durchgeführten Analysen zeigten jedoch nur eine sehr schwache Absorption des Infrarot-Spektrums im Bereich 1600 bis 1650 cm−1, was ein Hinweis auf einen sehr geringen bzw. gegen Null gehenden Anteil an molekularem Wasser (Kristallwasser), jedoch ein starkes Indiz für Hydroxidionen war. Weitere Analysen zeigten zudem, dass die Verbindung im Gegensatz zur ursprünglichen Annahme zusätzlich Magnesium enthält. Die von Krause et al. neu definierte chemische Zusammensetzung lautet demnach Cu2Mg[(OH)3|AsO4]. Die Neudefinition von Arhbarit wurde 2002 von der International Mineralogical Association (IMA) anerkannt (interne Eingangs-Nr. 2002-B).

## Kristallstruktur
Arhbarit kristallisiert isotyp mit Gilmarit im triklinen Kristallsystem in der Raumgruppe P1 (Raumgruppen-Nr. 1) mit den Gitterparametern a = 5,315(4) Å; b = 5,978(6) Å; c = 5,030(6) Å; α = 113,58(6)°; β = 97,14(7)° und γ = 89,30(8)° sowie einer Formeleinheit pro Elementarzelle.

## Bildung und Fundorte

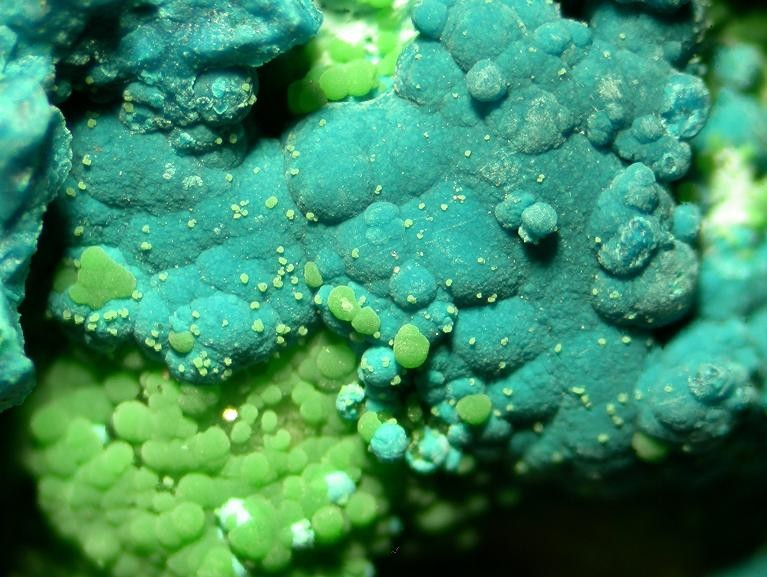
Arhbarit (blaugrün) mit Konichalcit (hellgrün) aus der El Guanaco Mine, Chile (Bildbreite 5 mm)

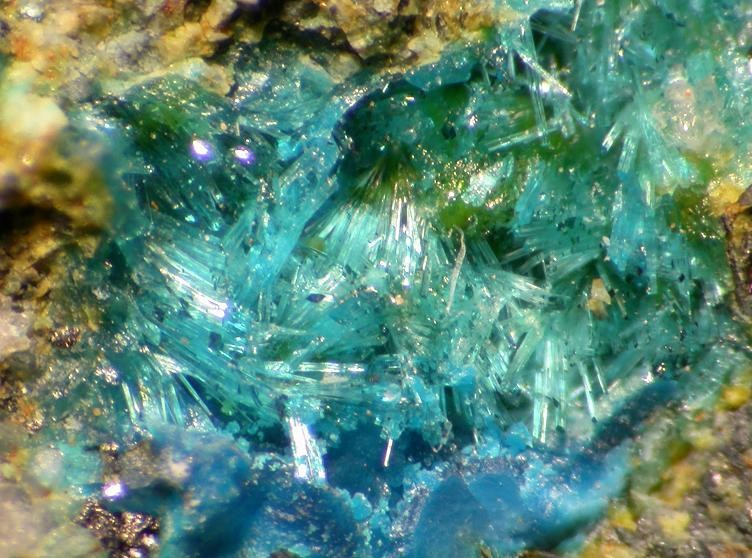
Dunkelblaues, derbes Arhbarit-Aggregat (unten) mit hellblauem, nadeligem Guanacoit aus der El Guanaco Mine, Chile (Bildbreite 4 mm)

Arhbarit bildet sich in der Oxidationszone von polymetallischen Erz-Lagerstätten. Als Begleitminerale treten unter anderem Baryt, Brochantit, Chrysokoll, Dolomit, Erythrin, Guanacoit, Hämatit, Jodargyrit, Konichalcit, Löllingit, Mcguinnessit, Olivenit, Pharmakolith, Talk auf.
Arhbarit gehört zu den sehr seltenen Mineralbildungen, von denen nur wenige Proben existieren, die an bisher drei bekannten Fundorten gesammelt wurden (Stand 2023). Seine Typlokalität „Arhbar“ ist dabei der bisher einzige Fundort in Marokko.
Ansonsten konnte Arhbarit nur noch in der Umgebung der Erzlagerstätte „El Guanaco“ (Huanaco) nahe der Ortschaft Santa Catalina in der chilenischen Región de Antofagasta entdeckt werden. Namentlich bekannt sind hier vor allem die El Guanaco Goldmine, aus der das für die Neudefinition des Minerals verwendete Material stammt und die Namensgeber für den dort erstmals entdeckten Guanacoit ist, sowie die nahe gelegene Emma Luisa Goldmine.